# The Game (ca sĩ)
Jayceon Terrell Taylor (nghệ danh: The Game, Game; sinh ngày 29 tháng 11 năm 1979) là một ca sĩ nhạc rap, diễn viên người Mỹ. Anh bắt đầu nổi tiếng vào năm 2005 khi album phòng thu đầu tay The Documentary được công chúng biết đến. Album được Hiệp hội Công nghiệp ghi âm Hoa Kỳ (RIAA) chứng nhận 2 lần bạch kim vào tháng 3 cùng năm. Album thứ hai của anh, Doctor's Advocate, năm 2006 cũng gặt hái được những thành công nhất định.

## Danh sách album

### Album phòng thu
- The Documentary (2005)
- Doctor's Advocate (2006)
- LAX (2008)
- The R.E.D. Album (2011)
- Jesus Piece (2012)
- The Documentary 2 (2015)
- The Documentary 2.5 (2015)
- 1992 (2016)

## Danh sách phim

### Điện ảnh
| Năm  | Tựa đề                                                                | Vai diễn     | Ghi chú    |
| ---- | --------------------------------------------------------------------- | ------------ | ---------- |
| 2006 | Waist Deep                                                            | Big Meat     | Vai chính  |
| 2006 | Belly 2: Millionaire Boyz Club                                        | G            | Vai chính  |
| 2007 | Tournament of Dreams                                                  | Troy         | Vai chính  |
| 2008 | Street Kings                                                          | Grill        | Vai phụ    |
| 2008 | Bigg Snoop Dogg Presents: The Adventures of tha Blue Carpet Treatment | (Chính mình) | Lồng tiếng |
| 2012 | House Arrest                                                          | DeAndre      | Vai chính  |

## Giải thưởng
| Năm  | Đề cử / Tác phẩm                           | Giải thưởng                                                                       | Kết quả   |
| ---- | ------------------------------------------ | --------------------------------------------------------------------------------- | --------- |
| 2005 | The Game                                   | Giải BET – Nghệ sĩ mới xuất sắc nhất                                              | Đề cử     |
| 2005 | The Game                                   | Giải thưởng âm nhạc Billboard – Nghệ sĩ nhạc rap của năm                          | Đề cử     |
| 2005 | The Game                                   | Giải thưởng âm nhạc Billboard – Nghệ sĩ mới của năm                               | Đề cử     |
| 2005 | The Game                                   | Giải Video âm nhạc của MTV – Nghệ sĩ mới xuất sắc nhất trong một video – "Dreams" | Đề cử     |
| 2005 | "How We Do" (hợp tác với 50 Cent)          | Giải thưởng âm nhạc Billboard – Bài hát nhạc rap của năm                          | Đề cử     |
| 2005 | "Hate It or Love It" (hợp tác với 50 Cent) | Giải BET – Hợp tác xuất sắc nhất                                                  | Đề cử     |
| 2005 | "Hate It or Love It" (hợp tác với 50 Cent) | Giải Video âm nhạc của MTV – Video nhạc rap xuất sắc nhất                         | Đề cử     |
| 2006 | "Hate It or Love It" (hợp tác với 50 Cent) | Giải Grammy – Bài hát nhạc rap xuất sắc nhất                                      | Đề cử     |
| 2006 | "Hate It or Love It" (hợp tác với 50 Cent) | Giải Grammy – Trình diễn Rap xuất sắc nhất của bộ đôi hoặc nhóm nhạc              | Đề cử     |
| 2007 | Doctor's Advocate                          | Giải Ozone – Best West Coast Rap Album                                            | Đoạt giải |
| 2008 | The Game                                   | Giải Ozone – Best West Coast Rap Artist                                           | Đoạt giải |